# Josef Soukup
Josef Soukup (25. července 1854 Písek – 13. října 1915 Smíchov) byl český středoškolský profesor a autor soupisů památek Pelhřimovska a Písecka.

## Život
Narodil se 25. července 1854 v Písku jako syn tamního učitele Josefa Věnceslava Soukupa, původem ze Sedlčan.
Vyučoval v letech 1885-1900 na gymnáziu v Pelhřimově a pak do konce života na reálce v Praze-Malé Straně. Byl přijat za člena archeologické komise České akademie.
13. února 1886 se v pražském kostele Panny Marie Vítězné oženil s Barborou Beránkovou, dcerou pražského krejčovského mistra. Děti neměli.

## Spisy
V rámci edice Soupis památek historických a uměleckých v království Českém provedl soupisy okresů:
- 1903 Pelhřimov
- 1910 Písek
- Ledeč nad Sázavou, spolu s Janem Valchářem (vydáno posmrtně v roce 2010)[6]